# Kleber Garcia de Lacerda
Kleber Garcia de Lacerda (1950) es un botánico brasileño.
Médico mineiro, fitopatólogo de enfermedades tropicales, respetado como experto en la familia de las orquídeas brasileñas.

## Algunas publicaciones
- 2005. k. García de Lacerda Jr, v. Paiva Castro Neto. 2005. New natural hybrids in Catasetum. Two attractive hybrids. The Orchid Review 113:1266: 308-312

- -------------------------------------. 1998. Catasetum maranhense Lacerda & da Silva sp. nov. Ed. Herbarium Bradeanum, 4 pp.

## Libros
- 2004.

- La abreviatura «K.G.Lacerda» se emplea para indicar a Kleber Garcia de Lacerda como autoridad en la descripción y clasificación científica de los vegetales.[5]

Tiene una importante producción en la identificación y clasificación de nuevas especies: 82 registros IPNI.